# Марк Квинтилий Вар
Марк Квинтилий Вар (на латински: Marcus Quinctilius Varus) e политик на Римската република.
Произлиза от патрицианската фамилия Квинтилии. През 403 пр.н.е. той е консулски военен трибун с още 5 други колеги.